# ブルーノイシアタマガエル
ブルーノイシアタマガエル（Aparasphenodon brunoi）は、両生綱無尾目アマガエル科に分類されるカエル。

## 生態
南アメリカ北部の熱帯雨林に分布する。樹上性のカエルで、着生植物の間や竹の樹洞などに生息する。繁殖時は川や池のような深い水域ではなく、浅い水たまりに産卵する。
和名の「ブルーノ」は学名の種小名 brunoi に由来する。また、「イシアタマ」は頭部の皮膚が角質化していることによる。
猛毒を持ち、獲物に頭突きをすることで、頭蓋骨にある小さなトゲから毒を注入する。1グラムの毒で大人を80人、ネズミを30万匹殺傷することができるとされる。

## 人間との関係
ペットとして取引されたほか、輸入されたバナナに付いて日本に侵入した例もある。